# Palacio de Justicia del Condado de Bergen
El complejo del Palacio de Justicia del Condado de Bergen está ubicado en el condado de Bergen. Varios edificios han cumplido con esta función. El actual se encuentra en Hackensack.

## Historia
El actual palacio de justicia del condado de Bergen no es el primer palacio de justicia, sino el sexto palacio de justicia construido para el condado de Bergen. En 1683 se crearon cuatro condados en East Jersey y eran Bergen, Essex, Middlesex y Monmouth. En 1710, Hackensack se convirtió en la sede del condado de Bergen. En 1715 se construyó el primer juzgado y se ubicó a tres cuadras del actual juzgado. El palacio de justicia también albergaba una cárcel. El segundo palacio de justicia fue construido en 1734 cerca del "Green", pero fue incendiado por los británicos en 1780 durante la Guerra Revolucionaria. Luego se construyó el tercer palacio de justicia, un edificio de troncos, en Oakland. Esto se consideró una ubicación temporal y el palacio de justicia se trasladó más tarde a la casa de John Hopper en Ho-Ho-Kus. Después de la guerra, el palacio de justicia se trasladó a la casa de Archibald Campbell de Hackensack.
El propietario Peter Zabriskie luego donó un terreno cerca de su casa en Hackensack ubicada en la esquina noreste de las calles Main y Bridge y en 1786 se abrió un nuevo juzgado y una cárcel. La casa de Peter Zabriskie, llamada "La mansión", también se llamaba "Sede de Washington" porque George Washington era huésped frecuente allí. Años más tarde la Mansión se convirtió en un hotel. Luego, la mansión fue demolida en 1945. En 1822, debido a limitaciones de espacio, se construyó un nuevo juzgado en el lugar del juzgado actual y se utilizó durante más de 90 años.
El juzgado actual es el sexto juzgado del condado de Bergen. James Riely Gordon, ingeniero civil, nacido en Winchester, Virginia, ganó un concurso para diseñar el palacio de justicia del condado de Bergen. El estilo del edificio del palacio de justicia se conoce como Renacimiento americano. La construcción comenzó en 1910 y se completó en 1912 a un costo de un millón de dólares. La cárcel también se completó en 1912 y el estilo de la cárcel es un renacimiento medieval. El palacio de justicia se colocó en los registros nacionales y de Nueva Jersey de lugares históricos en 1982 y 1983.
The Green es una plaza pública ubicada frente al palacio de justicia en la esquina de Main Street y Court Street. En el lado oeste del green hay un marcador que muestra dónde se encontraba el segundo palacio de justicia antes de que los británicos lo incendiaran en 1780. Una estatua de bronce se encuentra en la intersección de Court Street y Washington Place. Esta estatua es del General Enoc Pobre. El general Poor, nativo de New Hampshire, fue un héroe en la batalla de Saratoga en 1777. El general Poor sirvió bajo el mando del general Washington. Estaba en Nueva Jersey organizando un ejército para asaltar la ciudad de Nueva York. El General Poor murió en 1780 y está enterrado frente al Green en la Iglesia Reformada Holandesa. El general Washington y el marqués de Lafayette asistieron al funeral del general Poor.

## Construcción
La cúpula interior de la rotonda del palacio de justicia sigue el modelo del Panteón de Roma. En el primer piso del edificio de la rotonda había una fuente. La fuente fue retirada en 1930. En la década de 1930, como parte de la Works Progress Administration (WPA), se pintaron murales en las salas de audiencias 253 y 352. A principios de la década de 1940, se agregó un mural adicional en la sala 357. Los tres murales fueron diseñados por William Winter, residente de Teaneck. Los murales en la sala 352 (anteriormente conocida como la Sala de la Corte Suprema) representan las raíces de la ley estadounidense. Los murales en la sala 253 (anteriormente conocida como Freeholder Chambers) representan lugares históricos locales. Los murales de la sala 357 (anteriormente conocida como la Sala del Tribunal de Circuito) representan el derecho romano. Hay cuatro tragaluces de vidrieras en el edificio de la rotonda. El primero está ubicado en la cúpula rotonda y mide dos metros y medio de diámetro. Ocho secciones trapezoidales llevan el nombre de un jurista inglés o estadounidense de importancia histórica. Los tres tragaluces restantes contienen el sello del condado de Bergen. El vidrio utilizado para estos tragaluces fue fabricado por MJ Lamb. El interior de la rotonda y sus salas de audiencias fueron tratados con mármol, escayola, bronce y hierro fundido.
Las paredes exteriores del edificio de la rotonda del palacio de justicia se hicieron con mármol de Vermont. En la parte superior de la cúpula hay una figura de cobre titulada "La iluminación da poder" de Johannes Gelert. Alrededor del tambor de la cúpula hay un relieve formado por cuarenta paneles que representan doce tablillas de la primera Ley romana. Cinco águilas de bronce adornan las balaustradas de las esquinas del edificio. Las águilas y la “Ilustración” se recubrieron con pan de oro en 1994. Hay cuatro esculturas en el frente del edificio de la rotonda que da a Court Street. Dos de las esculturas contienen cada una tres figuras. El grupo de la izquierda consiste en Truth sosteniendo un espejo flanqueado por Justice and Integrity. El grupo de la derecha está formado por Honor flanqueado por Ley y orden. Hay dos estatuas ubicadas en las paredes de los escalones principales. La estatua de la izquierda representa la Historia y la estatua de la derecha representa la Ley.
La construcción del Edificio de Administración comenzó en 1929 y se completó en 1933. El estilo de este edificio se llama neoclásico. Las paredes exteriores del Edificio de Administración se hicieron con piedra caliza de Arkansas. El edificio anexo que une el edificio de administración con el edificio de la rotonda se completó en 1958.

## En la cultura popular
El encanto histórico del palacio de justicia incluso ha llamado la atención de Hollywood. Las escenas de los siguientes programas de televisión y películas muestran el palacio de justicia:

### Cine
- Hackers [1]
- Antes y Después [1]
- The Devil's Advocate [1]
- Changing Lanes [1]

### Televisión
- Ley y Orden